# Протесты в Швеции (1967—1969)
Протесты в Швеции (1967—1969) — события, связанные с международным подъемом новых левых и их протестами.

## Фон
Среди явлений и событий, которые сформировали общий фон:
- Крах колониализма и подъем национально-освободительных движений Третьего мира.
- Движение за гражданские права в США, борьба с расовой сегрегацией, расовые беспорядки.
- Международные протесты против войны во Вьетнаме и ее освещение в СМИ.
- Культурная революция в Китае[2] и Тетское наступление во Вьетнаме.
- Послевоенная модернизация общества и потребительство.
- «Образовательный взрыв» вызванный поколением бэби-бума на Западе.

Кроме того, свой вклад в развитие событий внесли вторжение стран Варшавского договора во главе с СССР в Чехословакию, убийство Мартина Лютера Кинга в Соединенных Штатах и покушение на западногерманского студенческого лидера Руди Дучке.

## События

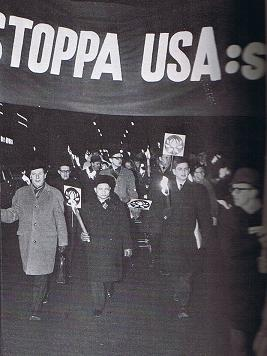
Улоф Пальме и представитель Северного Вьетнама на антивоенной демонстрации в 1968 году.

20 декабря 1967 года произошли ожесточенные столкновения между протестующими против войны во Вьетнаме и полицией, которая пыталась помешать протестующим добраться до посольства США в Стокгольме. Среди арестованных был писатель Ян Мюрдаль. 4 января посол США в Швеции был закидан яйцами. В феврале 1968 года демонстрации продолжились, теперь уже с попыткой Социал-демократической рабочей партией Швеции перехватить инициативу по проблеме Вьетнама. 8 марта США отозвали своего посла в Швеции из-за участия Улофа Пальме в антивоенной демонстрации. 29 марта произошли беспорядки и попытка штурма отеля Foresta в Лидинге, где представители десяти богатейших стран мира проводили встречу по международным валютным вопросам. 3 мая в Бостаде протестующим удалось остановить матч Кубка Дэвиса между Швецией и Родезией, несмотря на масштабную полицейскую операцию с применением водометов и слезоточивого газа.
В пятницу, 24 мая 1968 года, Студенческим союзом Стокгольмского университета было созвано собрание с целью обсудить  UKAS (Рабочая группа канцелярии университета по фиксированным учебным программам (шв. Universitetskanslerämbetets arbetsgrupp för fasta studiegångar)), законопроект правительства о новой учебной программе, в котором рассматривались введение трехлетнего обучения с ограниченной свободой выбора предметов и возможность отчисления студентов, которые не набрали достаточного количества баллов. Некоторые социалистические студенческие организации, в том числе Clarté, KFML и Vänsterns Ungdomsförbund, считали, что государство через UKAS пытается контролировать университеты. В знак протеста против этого собравшиеся объявили здание Студенческого союза, в котором проходило собрание, «оккупированным». Вдохновением для оккупации, вероятно, послужило майское восстание, начавшееся в Франции, ранее в том же месяце.

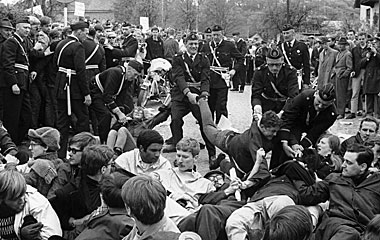
Протесты в Бостаде, 1968 год.

Также в конце 1968 года прошли протесты против коммерческой молодежной ярмарки «Подростковая ярмарка» (англ. Teenage fair) и альтернативные рождественские празднования в Констфаке. 300-летие Лундского университета отмечалось в напряженной атмосфере под наблюдением большого количества полицейских. Публичное сжигание студенческих фуражек стало неформальной традицией в 1967-1969 годах. Кроме того, в это время в шведских университетах действовало местное отделение американской студенческой организации «Студенты за демократическое общество».